# Arsites (hijo de Artajerjes I)
Arsites (persa antiguo *Arsita) fue un miembro de la dinastía Aqueménida, hijo del rey persa Artajerjes I y de Cosmartidene, una concubina babilonia. La principal fuente sobre su vida es el historiador griego Ctesias de Cnido.
En el año 424 a. C. murió el rey Artajerjes, y dos de sus hijos, Jerjes II y Sogdiano, ocuparon sucesivamente el trono por un breve período. Luego de asesinar a Sogdiano, un tercer hijo, llamado Oco, se proclamó rey como Darío II (423 a. C.). Este Oco era hermano por parte de padre y madre de Arsites, el cual se rebeló no mucho después de su ascensión. Arsites recibió el apoyo de Artifio, hijo de Megabizo, y contrató los servicios de mercenarios milesios. La contratación de mercenarios griegos durante las guerras dinásticas persas sentó un precedente que sería seguido por el príncipe Ciro el Joven (c. 401 a. C.).
Aunque los datos son escasos, la actividad militar de los rebeldes parece haberse desarrollado las provincias occidentales del imperio, de modo particular en Siria. Artasiras, un general de Darío II, fue derrotado en dos batallas, pero salió victorioso en una tercera, luego de sobornar a los mercenarios griegos. Tanto Arsites como Artifio fueron capturados, y, según Ctesias, aunque el rey Darío deseaba perdonar a su hermano, fue persuadido de ejecutarlo por su esposa Parisatis.
Algunos documentos de Babilonia mencionan a ciento "príncipe Arrishittu". Como Arrishittu (Arrišittu) es la forma babilonia para Arsites, se cree que se trataría de la misma persona. Esto situaría la muerte de Arsites después del 417 a. C., año en el que están fechados los documentos.